# Cimetière nouveau de Vincennes
Le cimetière nouveau de Vincennes est un des deux cimetières de cette commune.
Il est situé au 296, avenue Victor-Hugo, à Fontenay-sous-Bois.

## Historique

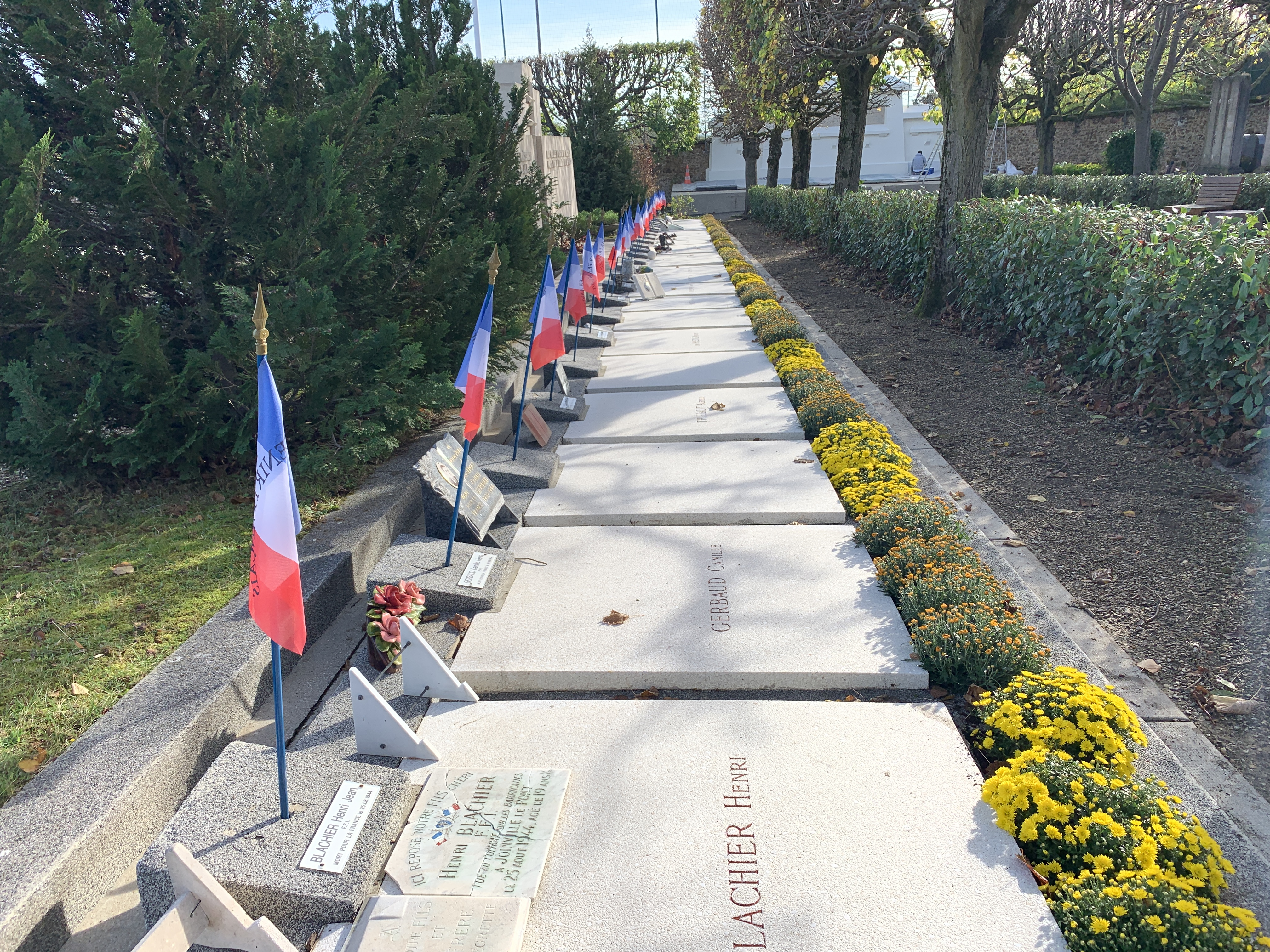
Vincennes: Le carré militaire.

Ce lieu d'inhumation est le produit de la décision prise par le Conseil Municipal de Vincennes, le 29 mai 1897, de créer un nouveau lieu d'inhumation alors que la population, alors de 28 000 habitants, allait s'accroissant encore.
Aucun endroit sur le territoire municipal n'étant disponible ou ne satisfaisant les contraintes réglementaires, la ville se tourna alors vers sa voisine Fontenay-sous-Bois, qui concéda une surface au lieu-dit « la Garenne » , ce qui donna lieu à un accord adopté le 29 avril 1906.
Un service spécifique de tramways funéraires fut mis en place de 1932 à 1935 par la Compagnie des Tramways Nogentais, qui permettait à une voiture automotrice accueillant une cinquantaine de personnes de parcourir les cinq kilomètres séparant l'église Notre-Dame de Vincennes du cimetière.

## Description
Le cimetière est localisé à l'ouest de Fontenay-sous-Bois, au fond de l'avenue Victor-Hugo près des communes de Rosny-sous-Bois et de Montreuil. Avec le cimetière de Fontenay-sous-Bois, elle fait partie des deux cimetières situés sur le territoire fontenaysien.

## Personnes inhumées
- Le comédien Pierre Repp.